# Мстино
Мсти́но или Мстинское водохранилище — озеро в Вышневолоцком городском округе Тверской области России. Зарегулировано плотиной на реке Мсте, вытекающей из северной оконечности озера. Является частью Вышневолоцкой водной системы.
Площадь — 12,5 км², длина около 10 км, ширина 1,5-2 км. Высота над уровнем моря — 154 метра, наибольшая глубина — 10 метров.
Озеро вытянуто с юга — юго-востока на север — севере-запад. Берега местами заболоченные; в южной части озера более открытые, в северной более лесистые. На берегах озера большое количество деревень, по западному берегу проходит автомобильная дорога.
В южной части озеро подходит практически вплотную к Вышнему Волочку, где в него впадает Цна. Кроме Цны в озеро впадают несколько проток из соседних озёр, речка Рудинка — сток нескольких озёр к западу от Мстино, крупнейшее из которых — Имоложье, и речка Рудневка.
Озеро обладает рекреационным потенциалом, на берегах расположены базы отдыха («Валентиновка», «Серебряники»), санатории, и знаменитая Академическая дача.